# Vársétány (Marosvásárhely)
A Vársétány (románul: Bulevardul Cetății), népszerű nevén Bulevárd egy marosvásárhelyi promenád, mely a Rákóczi utcától (str. Avram Iancu) a Klastrom utcáig (str. Mihai Viteazul) húzódik; alsó része párhuzamos a marosvásárhelyi vár északi falaival. Egy jellemzés szerint Európa legromantikusabb sétánya. Mai kinézetét 1912-ben nyerte el.

## Története, elnevezései
A hely neve 1722-ben Tzigan mező, 1823-ban Tzigány Mező, hol most a' Német város vagyon, később Németváros utca. A Németváros a Vártól északra elterülő városrész volt, ahova II. József idejében németeket telepítettek. Az utca nyugati részét Várgödrének, Vár sáncának is nevezték, a keletit pedig Trébelybe járó útnak. 1846–1852 között ebben az utcában lakott Bolyai János.
1887-től Vár utca, 1900-tól pedig Bethlen Gábor utca. Jelenlegi kinézetét 1912-ben, Bernády György hivatala idején nyerte el, mikor a központi rész két oldalára Bécsből hozatott, Észak-Amerikában honos nyugati ostorfákat ültettek. A terveket Radó Sándor városi építész készítette.
A román hatalomátvétel után, 1920-ban Bulevardul Regina Maria névre keresztelték. 1940-ben visszakapta a Bethlen Gábor nevet, 1948-tól Bulevardul Armatei (Hadsereg sugárút), 1953-tól Bulevardul 1 Mai. 1992-ben felvette Ion Antonescu diktátor nevét, akinek az 1989-es rendszerváltás után kisebbfajta kultusza kezdett kibontakozni, egy 2002-es sürgősségi rendelet azonban megtiltotta többek között a fasizmussal kapcsolatba hozható elnevezések használatát, így az utcát 2005-ben átnevezték Bulevardul Cetății (Vár sétánya) névre.
A 2010-es években többször szakszerűtlenül csonkolták a fákat, és Dorin Florea polgármester a fasor kivágását is kilátásba helyezte. Az ügy politikai színezetet is kapott, mivel a tősgyökeres magyar lakosság számára szentimentális értéket képvisel a Bernády idejében létesített sétány. 2018-ban a környezetvédő szervezetek kezdeményezték a fasor védetté nyilvánítását.

## Leírása
Kelet-nyugat irányú, hosszúsága 500 méter, a házak többsége földszintes, néhányuk szecessziós homlokzatú. Keleti irányban a Somostetőre vezető Trébely utcában folytatódik. Az ostorfák lombkoronája zöld alagutat képez a sétány fölött; ez a város utolsó összefüggő fasora, Marosvásárhely utolsó ilyen jellegű zöldövezete.
Főbb látnivalók a sétány mentén és közelében:
- A marosvásárhelyi vár[10]
- Rákóczi-lépcső[10]
- Rákóczi-mellszobor[10]
- Kőrösi Csoma Sándor-szobor[10]
- Az egykori II. Rákóczi Ferenc gimnázium épülete (jelenleg Unirea Főgimnázium(wd))[11]
- Az egykori Széchenyi István  Felső Kereskedelmi Fiúiskola épülete (jelenleg Petru Maior Egyetem)[11]

## Képek

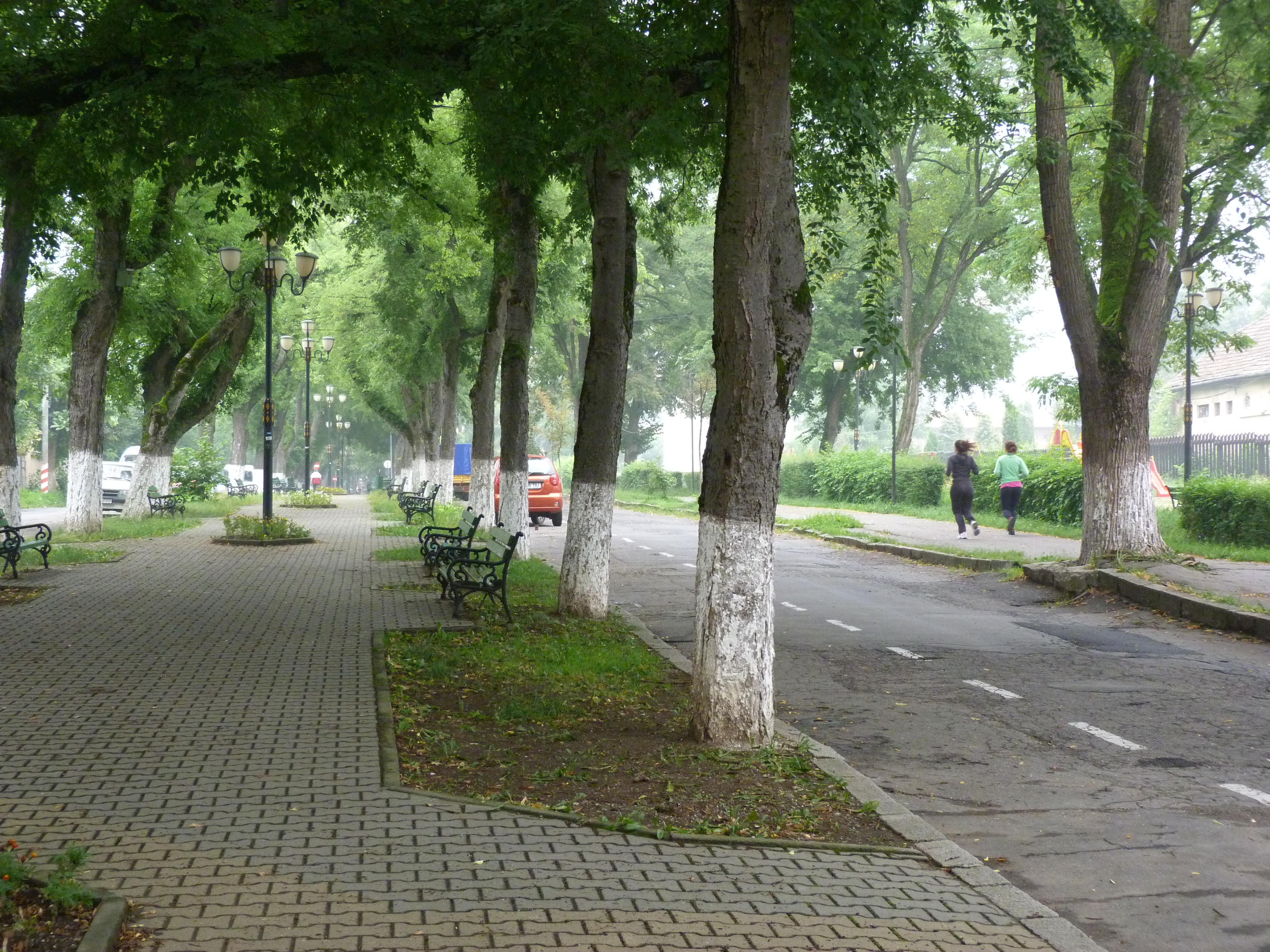
Nyáron...
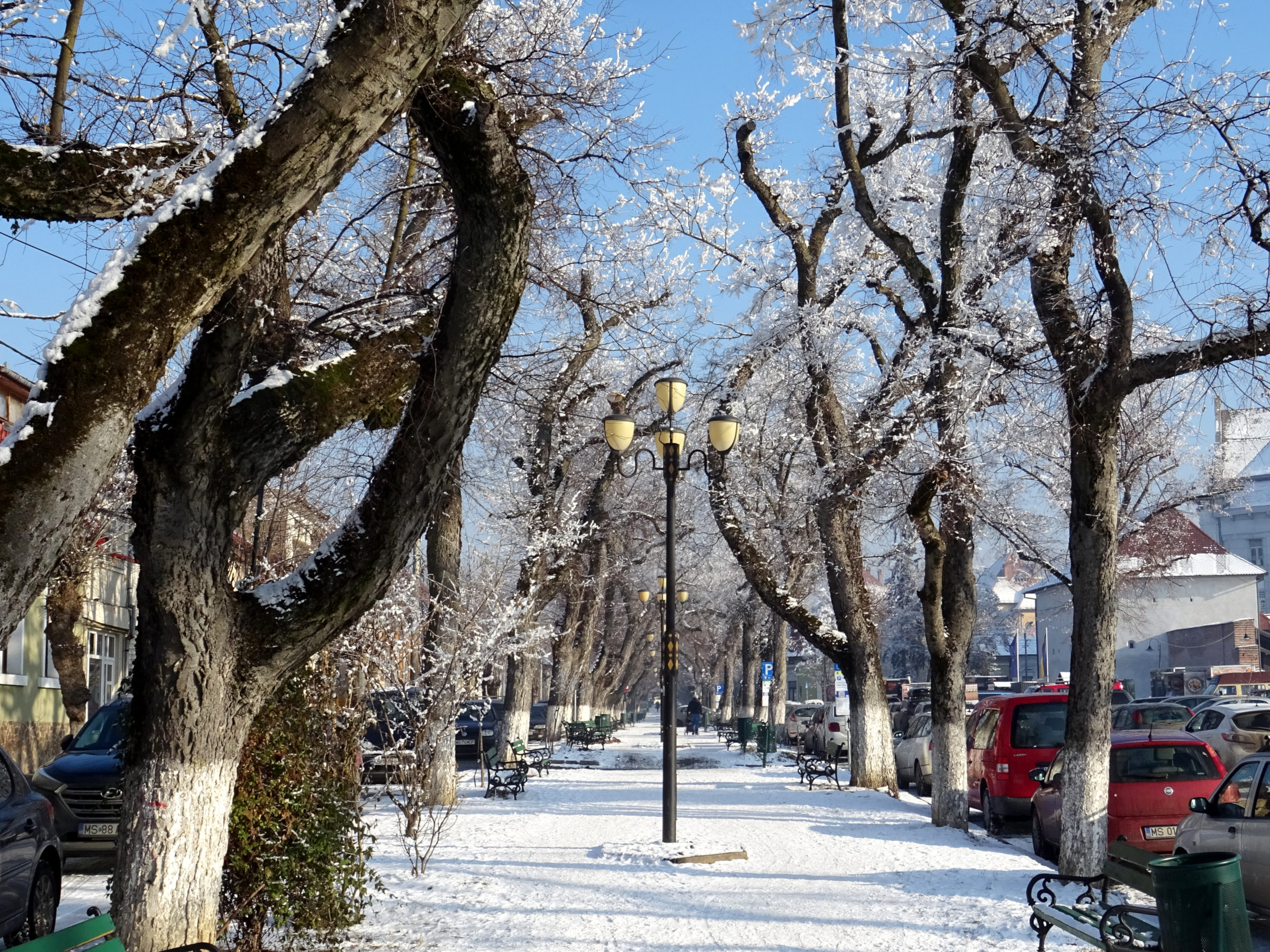
télen
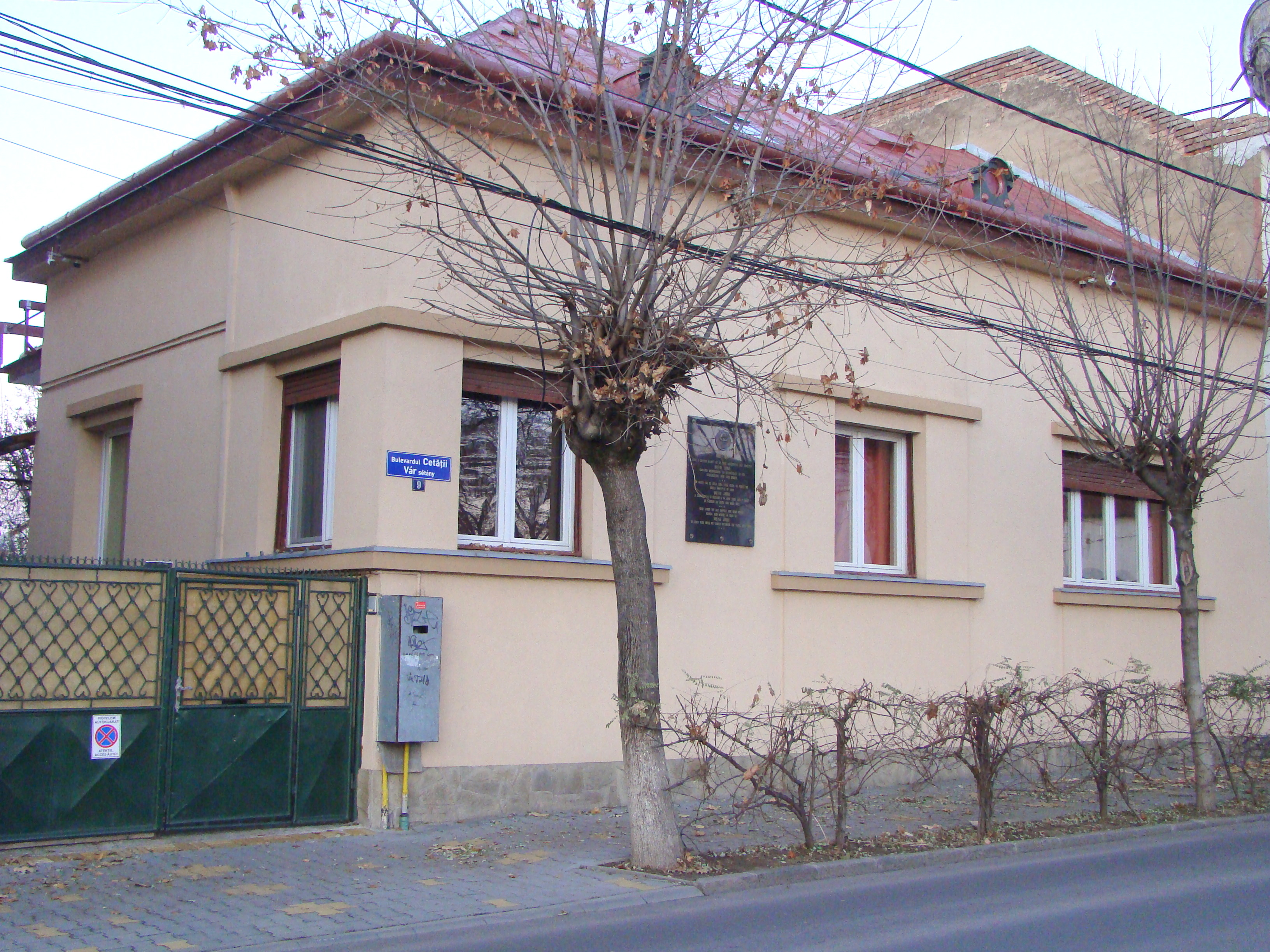
Bolyai egykori háza
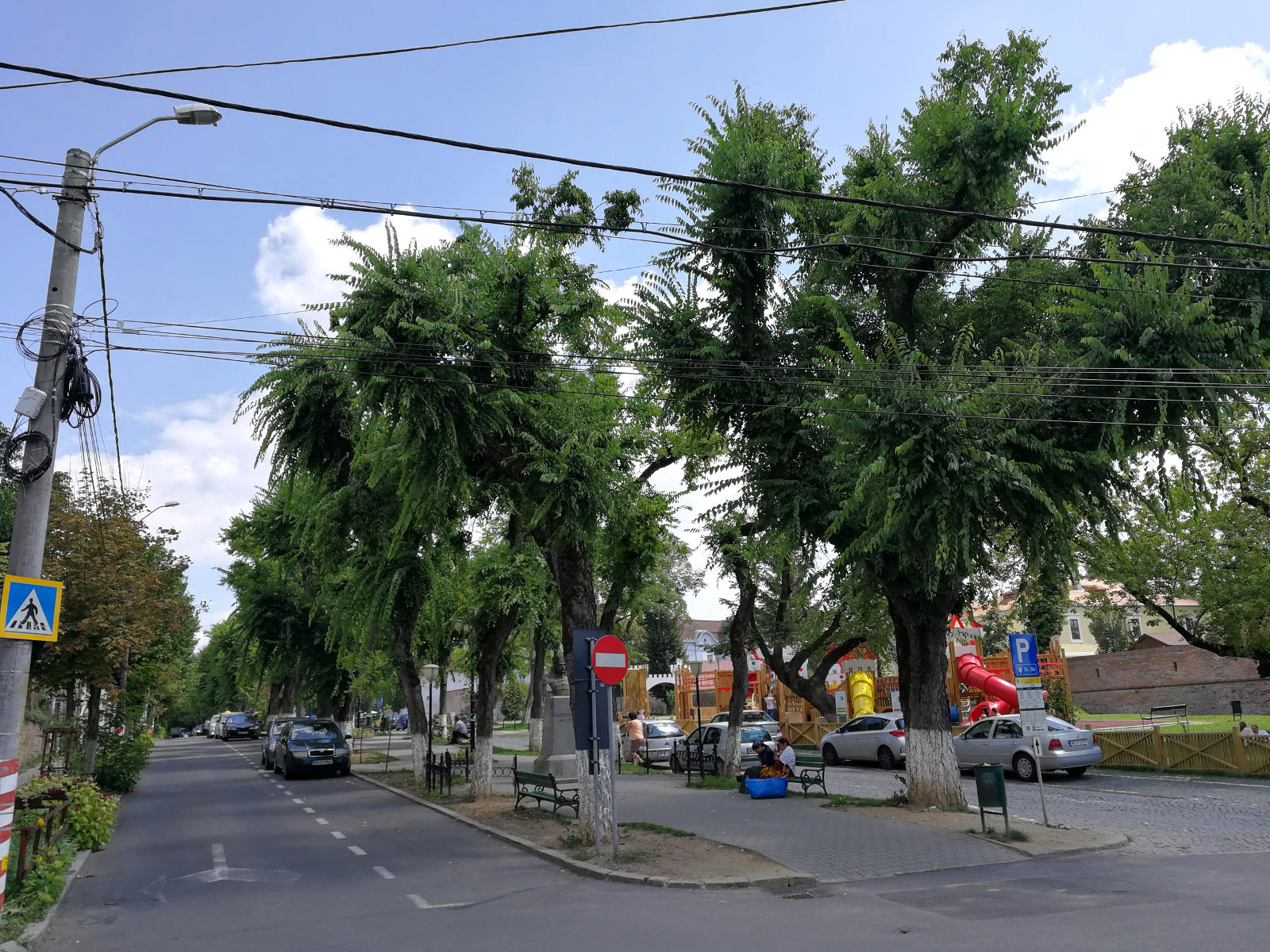
Ostorfák